# Hervé Flandin
Hervé Flandin (ur. 4 czerwca 1965 w Modane) – francuski biathlonista, brązowy medalista olimpijski i trzykrotny medalista mistrzostw świata.

## Kariera
Pierwszy sukces w karierze osiągnął w 1985 roku, zdobywając wspólnie z kolegami z reprezentacji brązowy medal w sztafecie na mistrzostwach świata juniorów w Egg. W Pucharze Świata zadebiutował 16 stycznia 1986 roku w Anterselvie, zajmując 60. miejsce w biegu indywidualnym. Pierwsze punkty zdobył 12 lutego 1987 roku w Lake Placid, gdzie w tej samej konkurencji był trzynasty. Na podium zawodów tego cyklu po raz pierwszy stanął 23 stycznia 1988 roku w Anterselvie, kończąc rywalizację w biegu indywidualnym na trzeciej pozycji. W zawodach tych wyprzedzili go jedynie Włoch Johann Passler i Fritz Fischer z RFN. W kolejnych startach jeszcze dwa razy plasował się w czołowej trójce: 14 marca 1991 roku w Canmore wygrał bieg indywidualny, a 9 marca 1995 roku w Lahti był drugi w tej konkurencji, za Austriakiem Ludwigiem Gredlerem a przed Włochem Wilfriedem Pallhuberem. Najlepsze wyniki osiągnął w sezonie 1993/1994, kiedy zajął 12. miejsce w klasyfikacji generalnej.
W 1990 roku wystartował na mistrzostwach świata w Mińsku/Oslo/Kontiolahti, gdzie zdobył dwa medale. Najpierw razem z Xavierem Blondem, Thierrym Gerbierem i Christianem Dumontem zajął drugie miejsce w sztafecie. Następnie Dumont, Flandin, Gerbier i Stéphane Bouthiaux zajęli trzecie miejsce w biegu drużynowym. Był tam też ósmy w biegu indywidualnym oraz czwarty w sprincie, przegrywając walkę o podium z Siergiejem Czepikowem z ZSRR. Ponadto podczas mistrzostw świata w Anterselvie w 1995 roku razem z Lionelem Laurentem, Thierrym Dusserre'em i Hervém Flandinem zajął drugie miejsce w sztafecie.
Podczas igrzysk olimpijskich w Lillehammer w 1994 roku reprezentacja Francji w składzie: Thierry Dusserre, Patrice Bailly-Salins, Lionel Laurent i Hervé Flandin wywalczyła brązowy medal w sztafecie. Na tej samej imprezie był też ósmy w sprincie, a w biegu indywidualnym zajął 44. miejsce. Na rozgrywanych dwa lata wcześniej igrzyskach w Albertville był szósty w sztafecie i dziesiąty w sprincie. Brał też udział w igrzyskach olimpijskich w Calgary w 1988 roku, gdzie był dziesiąty w sztafecie, a w konkurencjach indywidualnych plasował się poza pięćdziesiątką.

## Osiągnięcia

### Igrzyska olimpijskie
| Rok  | Miejscowość | Konkurencje | Konkurencje | Konkurencje | Konkurencje | Konkurencje | Konkurencje | Konkurencje |
| Rok  | Miejscowość | IN          | SP          | PU          | MS          | RL          | MR          | SR          |
| ---- | ----------- | ----------- | ----------- | ----------- | ----------- | ----------- | ----------- | ----------- |
| 1988 | Calgary     | 56.         | 52.         | nd.         | nd.         | 10.         | nd.         | –           |
| 1992 | Albertville | –           | 10.         | nd.         | nd.         | 6.          | nd.         | –           |
| 1994 | Lillehammer | 44.         | 8.          | nd.         | nd.         | 3.          | nd.         | –           |

### Mistrzostwa świata
| Rok  | Miejscowość            | Konkurencje | Konkurencje | Konkurencje | Konkurencje | Konkurencje | Konkurencje | Konkurencje |
| Rok  | Miejscowość            | IN          | SP          | PU          | MS          | RL          | MR          | SR          |
| ---- | ---------------------- | ----------- | ----------- | ----------- | ----------- | ----------- | ----------- | ----------- |
| 1987 | Lake Placid            | 13.         | 20.         | nd.         | nd.         | 7.          | nd.         | –           |
| 1989 | Feistritz              | 26.         | 35.         | nd.         | nd.         | 5.          | nd.         | –           |
| 1990 | Mińsk/Oslo/Kontiolahti | 8.          | 4.          | nd.         | nd.         | 2.          | nd.         | –           |
| 1991 | Lahti                  | 28.         | 19.         | nd.         | nd.         | 6.          | nd.         | –           |
| 1995 | Anterselva             | 16.         | 7.          | nd.         | nd.         | 2.          | nd.         | –           |
| 1996 | Ruhpolding             | –           | 45.         | –           | nd.         | 5.          | nd.         | –           |

### Puchar Świata

#### Miejsca w klasyfikacji generalnej
| Sezon     | Miejsce |
| --------- | ------- |
| 1985/1986 | -       |
| 1986/1987 | 52.     |
| 1987/1988 | 30.     |
| 1988/1989 | 42.     |
| 1989/1990 | 13.     |
| 1990/1991 | 23.     |
| 1991/1992 | 41.     |
| 1992/1993 | 52.     |
| 1993/1994 | 12.     |
| 1994/1995 | 15.     |
| 1995/1996 | 23.     |
| 1996/1997 | 38.     |

#### Miejsca na podium chronologicznie
| Lp. | Dzień       | Rok  | Miejscowość | Konkurencja                | Lokata | Pudła   | Czas biegu | Strata | Zwycięzca      |
| --- | ----------- | ---- | ----------- | -------------------------- | ------ | ------- | ---------- | ------ | -------------- |
| 1.  | 23 stycznia | 1988 | Anterselva  | Bieg indywidualny na 20 km | 3.     | 1+1+1+0 | 1:05:03,3  | +48,4  | Johann Passler |
| 2.  | 14 marca    | 1991 | Canmore     | Bieg indywidualny na 20 km | 1.     | 1       | 55:43,9    | –      | –              |
| 3.  | 9 marca     | 1995 | Lahti       | Bieg indywidualny na 20 km | 2.     | 0+0+0+0 | 1:07:08,8  | +18,6  | Ludwig Gredler |